# Геометричен примитив
Геометричен примитив представлява проста геометрична форма.
Геометричен примитиви се разделят на примитиви на ниско ниво (точка и отсечка) и примитиви на високо ниво (затворени многоъгълниции отворени многоъгълници). Точката е графичен примитив описван с двойка координати – X, Y при 2D графиката и X,Y,H при 3D графиката. Отсечката се описва с крайна и начална точка (X1, Y1) и (X2, Y2) при 2D графиката, (X1,Y1,H1) и (X2,Y2,H2) при 3D графиката. Тази информация е достатъчна за определяне на дължината и посоката на отсечката. Към затворените многоъгълници се отнасят – триъгълници, класически многоъгълници, окръжности и елипси. Към отврорените многоъгълницисе отнасят – дъги, параболи и полилиния.

## Геометрично моделиране
Преди всичко трябва да бъдат определени атрибутните класове формиращи геометричната информация. Реалните обекти, притежаващи така определените свойства, се наричат физически обекти. На второ място трябва да бъдят определени онези математически обекти, които са модели на разглежданите реални обекти по отношение на геометричната информация. При втория етап се създават информатични модели, които представляват математически обектиописани със средствата на информатиката.

## Геометрична информация
Реалните тримерни твърди тела притежават безброй много свойства, но от гледна точка на геометричното моделиране, само някои от тях са съществени, т.е. само някои свойства трябва да присъстват като като атрибути в създаваните модели,
- ограниченост – всяко тяло заема някаква ограничена част от пространството в което се намира
- еднозначност на границата – границата трябва да определя еднозначно вътрешността на тялото, не може едновременно дадена част от пространството да бъде определена като принадлежаща и непринадлежаща на тялото
- хомогенна тримерност – всяка граница трябва да обхваща вътрешността
- свързаност – всяка точка от вътрешността може да достигне до произволна друга точка без да пресича границата
- твърдост – телата могат да се местят в пространството без да променят формата или размерите си

## Трансформации и проекции
Матрицата М се нарича трансформационна матрица.
{\displaystyle M_{4,4}={\begin{pmatrix}a&b&c&p\\d&e&f&q\\g&i&j&r\\1&m&n&s\end{pmatrix}}}

### Транслация
Матриците
{\displaystyle T_{(1,m,n)}} и {\displaystyle T_{(1,m,n)}^{-1}} се наричат съответно права и обратна матрица на транслация.
{\displaystyle T_{(1,m,n)}={\begin{pmatrix}1&0&0&0\\0&1&0&0\\0&0&1&0\\1&m&n&1\end{pmatrix}}T_{(1,m,n)}^{-1}={\begin{pmatrix}1&0&0&0\\0&1&0&0\\0&0&1&0\\-1&-m&-n&1\end{pmatrix}}}
Транслацията не влияе върху координатите на вектор. Тя променя само местоположението на точката, но разстоянието, между две точки, подложени на една и съща транслация се запазва.

### Мащабиране
Матриците {\displaystyle S_{(u,v,w)}} и {\displaystyle S_{(u,v,w)}^{-1}}, се наричат съответно права и обратна матрица на мащабиране. Тук u,v,w се наричат мащабни множители и трябва да бъде изпълнено u>0, v>0, w>0
{\displaystyle S_{(u,v,w)}={\begin{pmatrix}u&0&0&0\\0&v&0&0\\0&0&w&0\\0&0&0&1\end{pmatrix}}S_{(u,v,w)}^{-1}={\begin{pmatrix}{\frac {1}{u}}&0&0&0\\0&{\frac {1}{v}}&0&0\\0&0&{\frac {1}{w}}&0\\0&0&0&1\end{pmatrix}}}
Мащабирането променя дължината на вектор, т.е. множеството от точки, подложено на мащабиране се „разширява“, ако мащабните множители са по-големи от 1, и се „свива“ ако мащабните множители са по-малки от 1.

### Отражение
Матриците {\displaystyle O_{xy}}, {\displaystyle O_{xz}}, {\displaystyle O_{yz}} се наричат матрици на огледално отражение спрямо координатните равнини.
{\displaystyle O_{xy}={\begin{pmatrix}1&0&0&0\\0&1&0&0\\0&0&-1&0\\0&0&0&1\end{pmatrix}}O_{xz}={\begin{pmatrix}1&0&0&0\\0&-1&0&0\\0&0&1&0\\0&0&0&1\end{pmatrix}}O_{yz}={\begin{pmatrix}-1&0&0&0\\0&1&0&0\\0&0&1&0\\0&0&0&1\end{pmatrix}}}
Това преобразование се използва за преминаване от ляво ориентирана към дясно ориентирана координатна система и обратно.

## Алгоритми
Алгоритми за визуализация на графични примитиви.

### Линия
```
void
 
Line
(
const
 
float
 
x1
,
 
const
 
float
 
y1
,
 
const
 
float
 
x2
,
 
const
 
float
 
y2
,
 
const
 
Color
&
 
color
)

{

	
const
 
bool
 
steep
 
=
 
(
fabs
(
y2
 
–
 
y1
)
 
>
 
fabs
(
x2
 
–
 
x1
));

	
if
(
steep
)

	
{

		
std
::
swap
(
x1
,
 
y1
);

		
std
::
swap
(
x2
,
 
y2
);

	
}

	
if
(
x1
 
>
 
x2
)

	
{

		
std
::
swap
(
x1
,
 
x2
);

		
std
::
swap
(
y1
,
 
y2
);

	
}

	
const
 
float
 
dx
 
=
 
x2
 
–
 
x1
;

	
const
 
float
 
dy
 
=
 
fabs
(
y2
 
–
 
y1
);

	
float
 
error
 
=
 
dx
 
/
 
2.0f
;

	
const
 
int
 
ystep
 
=
 
(
y1
 
<
 
y2
)
 
?
 
1
 
:
 
-1
;

	
int
 
y
 
=
 
(
int
)
y1
;

	
const
 
int
 
maxX
 
=
 
(
int
)
x2
;

	
for
(
int
 
x
=
(
int
)
x1
;
 
x
<
maxX
;
 
x
++
)

	
{

		
if
(
steep
)

                
{

                        
SetPixel
(
y
,
x
,
 
color
);

                
}

		
else

                
{

                        
SetPixel
(
x
,
y
,
 
color
);

                
}

                
error
 
-=
 
dy
;

 
if
(
error
 
<
 
0
)

 
{

 
y
 
+=
 
ystep
;

 
error
 
+=
 
dx
;

 
}

	
}

}

```

### Кръг
```
void
 
DrawCircle
(
int
 
x0
,
 
int
 
y0
,
 
int
 
radius
)

{

  
int
 
x
 
=
 
radius
,
 
y
 
=
 
0
;

  
int
 
xChange
 
=
 
1
 
–
 
(
radius
 
<<
 
1
);

  
int
 
yChange
 
=
 
0
;

  
int
 
radiusError
 
=
 
0
;

  
while
(
x
 
>=
 
y
)

  
{

    
DrawPixel
(
x
 
+
 
x0
,
 
y
 
+
 
y0
);

    
DrawPixel
(
y
 
+
 
x0
,
 
x
 
+
 
y0
);

    
DrawPixel
(
-
x
 
+
 
x0
,
 
y
 
+
 
y0
);

    
DrawPixel
(
-
y
 
+
 
x0
,
 
x
 
+
 
y0
);

    
DrawPixel
(
-
x
 
+
 
x0
,
 
-
y
 
+
 
y0
);

    
DrawPixel
(
-
y
 
+
 
x0
,
 
-
x
 
+
 
y0
);

    
DrawPixel
(
x
 
+
 
x0
,
 
-
y
 
+
 
y0
);

    
DrawPixel
(
y
 
+
 
x0
,
 
-
x
 
+
 
y0
);

    
y
++
;

    
radiusError
 
+=
 
yChange
;

    
yChange
 
+=
 
2
;

    
if
(((
radiusError
 
<<
 
1
)
 
+
 
xChange
)
 
>
 
0
)

    
{

      
x
--
;

      
radiusError
 
+=
 
xChange
;

      
xChange
 
+=
 
2
;

    
}

  
}

}

```